# Liliana Lazăr
Liliana Lazăr (n. 1972) este o scriitoare română.

## Biografie
Liliana Lazăr și-a petrecut copilăria în Slobozia (Schitu Duca, județul Iași). S-a mutat în Franța după căderea regimului comunist.

## Distincții
- Premiul Tinerilor Sculptori al UAP, București, 1971[necesită citare]